# Alocodesmus dentatus
Alocodesmus dentatus är en mångfotingart som beskrevs av Carl Graf Attems 1931. Alocodesmus dentatus ingår i släktet Alocodesmus och familjen Chelodesmidae. Inga underarter finns listade i Catalogue of Life.